# Edmond van Saanen Algi
Edmond van Saanen Algi, né en 1882 et mort en 1938, est un architecte, peintre et graphiste roumain d'origine néerlandaise, son père, ingénieur dans les réseaux ferrés, étant arrivé en Roumanie dans les années 1870 afin de développer le réseau ferré roumain. 

## Biographie
Il a été marié avec Aurelia Vasiliu-Bolnavu, la fille du philanthrope Constantin Vasiliu-Bolnavu.

## Œuvre

### Architecture

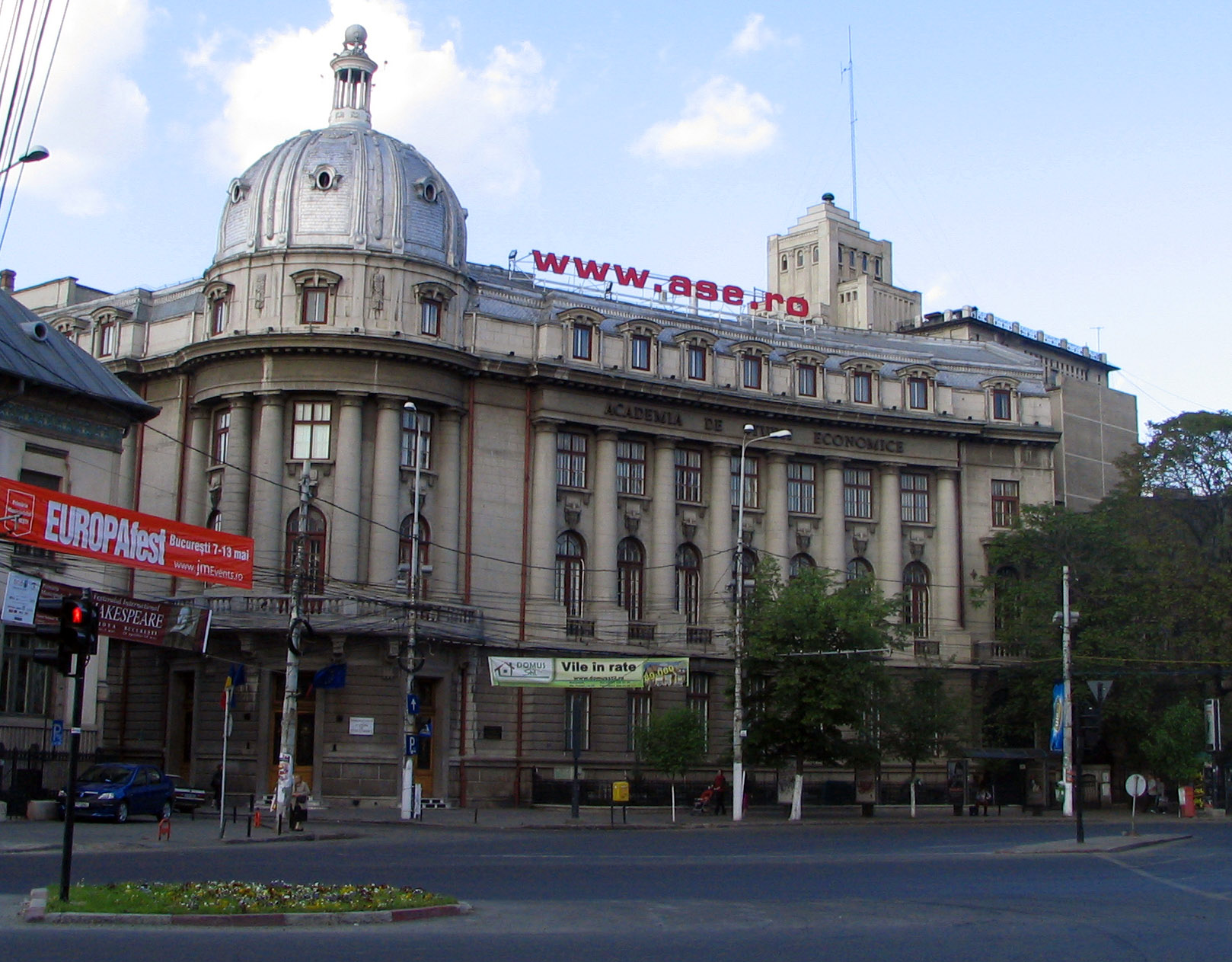
Bâtiment principal ASE de la place Piaţa Romană, Bucarest.

Comme architecte, il a réalisé des projets importants (publics et privés) surtout à Bucarest : 
- Le Palais Academia de Studii Economice pour la partie qui donne sur la place Piața Romană. Le palais a été édifié dans le style néo-classique, dans les années 1916 - 1925, étant conçu en collaboration avec les architectes Grigore Cerchez et Culina Arghir.
- La villa Istrate Micescu, bâtie à côté du parc Grădina Cișmigiu dans un style néo-roumain, aujourd'hui siège de la Bibliothèque Centrale Pédagogique.
- Le Palais des Téléphones Palatul Telefonelor ; bâti en moins de 20 mois entre 1931 et 1933 en collaboration avec l'architecte américain Louis Weeks et l'ingénieur Walter Froy. Longtemps (plus de 40 ans) ce palais fut le plut haut bâtiment de Bucarest.

### Arts graphiques
Comme artiste, il est surtout connu pour ses scènes de danse et ses portraits de divers danseurs connus de l'époque, tels que Vaslav Nijinsky, Isadora Duncan et Anna Pavlova. Publiés à Paris en 1920 dans un album intitulé Croquis, ses dessins ont aussi une valeur historique, Edmond van Saanen Algi étant considéré comme un grand iconographe de la danse moderne[réf. nécessaire].